# Euacidalia sericeata
Euacidalia sericeata là một loài bướm đêm trong họ Geometridae.